# 埃爾庫伊縣

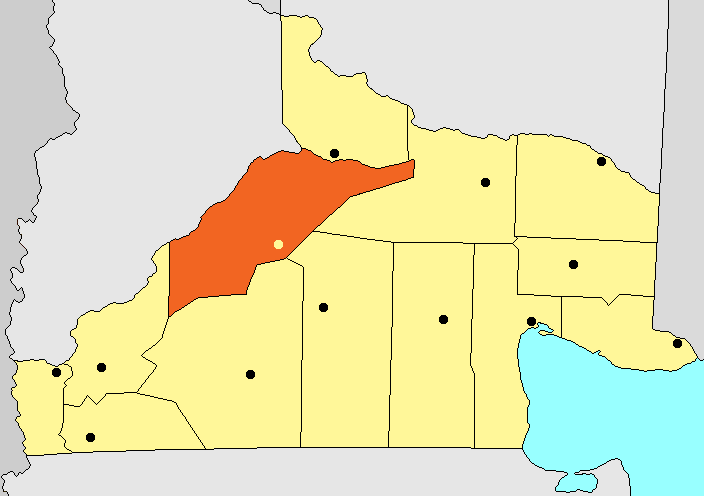

39°55′38″S 68°20′43″W / 39.92722°S 68.34528°W
埃爾庫伊縣（西班牙語：Departamento El Cuy），是阿根廷的縣份，位於該國中部內格羅河省，首府設於埃爾庫伊，面積22,475平方公里，2001年人口5,280，人口密度每平方公里0.2人。